# Форд, Анита
Ани́та Форд (англ. Anita Ford; род. 3 октября 1947, Реджайна) — канадская кёрлингистка и тренер по кёрлингу, наиболее известна как запасная, а затем тренер команды Сандры Шмирлер, ставших олимпийскими чемпионами зимних Олимпийских игр 1998 года, а также неоднократными чемпионками мира и Канады.
В 1999 году была вместе со всей командой Сандры Шмирлер введена в Зал славы канадского кёрлинга.

## Достижения как кёрлингиста
- Чемпионат мира по кёрлингу среди женщин: золото (1993, 1994).
- Чемпионат Канады по кёрлингу среди женщин: золото (1993, 1994).

## Команды
| Сезон   | Четвёртый       | Третий      | Второй          | Первый          | Запасной   | Турниры             |
| ------- | --------------- | ----------- | --------------- | --------------- | ---------- | ------------------- |
| 1990—91 | Сандра Питерсон | Джен Беткер | Джоан Инглиш    | Марсия Шимл     | Анита Форд | ЧК 1991 (4 место)   |
| 1992—93 | Сандра Питерсон | Джен Беткер | Джоан Маккаскер | Марсия Шимл     | Анита Форд | ЧК 1993 · ЧМ 1993   |
| 1993—94 | Сандра Питерсон | Джен Беткер | Джоан Маккаскер | Марсия Гудерайт | Анита Форд | ЧК 1994 · ЧМ 1994   |
| 1994—95 | Сандра Питерсон | Джен Беткер | Джоан Маккаскер | Марсия Гудерайт | Анита Форд | ЧК 1995             |
| 2003—04 | Crystal Frisk   | Анита Форд  | Randi Kelly     | Dawne Obleman   |            | ЧКВ 2004 (6 место)  |
| 2004—05 | Crystal Frisk   | Анита Форд  | Randi Kelly     | Dawne Obleman   |            | ЧКВ 2005 (12 место) |
| 2010—11 | Нэнси Керр      | Анита Форд  | Dawn Obleman    | Венди Лич       |            | [ 2 ]               |

(скипы выделены полужирным шрифтом)

## Результаты как тренера
клубных команд:
| Год  | Турнир                                         | Команда (скип)                  | Место |
| ---- | ---------------------------------------------- | ------------------------------- | ----- |
| 1997 | Чемпионат Канады по кёрлингу среди женщин 1997 | Саскачеван скип: Сандра Шмирлер | 1     |
| 1997 | Канадский олимпийский отбор по кёрлингу 1997   | скип: Сандра Шмирлер            | 1     |
| 1998 | Чемпионат Канады по кёрлингу среди женщин 1998 | Саскачеван скип: Сандра Шмирлер | 3     |
| 2008 | Чемпионат Канады по кёрлингу среди женщин 2008 | Саскачеван скип: Мишель Энглот  | 7     |

национальных команд:
| Год  | Турнир                       | Сборная          | Место |
| ---- | ---------------------------- | ---------------- | ----- |
| 1998 | Зимние Олимпийские игры 1998 | Канада (женская) | 1     |

## Частная жизнь
Из семьи кёрлингистов. Её дочь, Атина Форд (в замужестве Атина Джонстон) — кёрлингистка, наиболее известна как запасная в команде Сандры Шмирлер, вместе с которой стала чемпионкой Канады и Олимпийских игр.